# Lei da situação
A teoria assenta sobre o conceito de partnership (parceria), que revolucionou a história da administração, pois reduz a autoridade e a decisão do gerente a apenas um dos elementos do processo global de autoridade e decisão, modificando sensivelmente o conceito tradicional de liderança.

## Conceito
A lei da situação consiste em uma teoria voltada para a resolução de problemas com origem em situações entre indivíduos em uma organização ou outro ambiente em que se relacionam. Segundo a autora, apenas “dar ordens”, visando solucionar problemas ou conflitos internos no trabalho não é o suficiente pois acaba se tornando uma rotina que prejudica tanto os que dão a ordem, como os que a recebem. Existem casos em que o responsável se acomoda tanto em um patamar que seu único trabalho é dar ordens, e esse ato acaba se tornando automático e perdendo seu real sentido e propósito, que é ensinar e instruir os indivíduos.
As maiores implicações existentes no ato de dar ordens e de recebê-las é que, normalmente, isso se vincula de uma maneira grandiosa à hierarquia de uma empresa, onde o cargo mais baixo estará cada vez mais suscetível a receber ordens de quem está níveis acima dele. Mary Parker Follet deixa explícito que a lei da situação tem o objetivo de quebrar esses paradigmas hierárquicos e fazer com os problemas sejam resolvidos tendo sua respectiva situação analisada, independente se for entre um chefe e um assistente. É nítido que as ordens devem ser tomadas de acordo com o conhecimento do indivíduo envolvido na situação, e isso deve ser respeitado.
Cada situação apresenta um ponto específico, um problema, e se é preciso que isso seja resolvido, tanto o chefe quanto o funcionário estão a mercê dessa situação e da lei presente na mesma, devendo assim não obedecer a ordem um do outro, mas sim a ordem que a situação exige que seja obedecida.

## Objetivo[7][8][9]
O objetivo da lei da situação, defendida por Mary,  é que o gestor de uma equipe deixe de dar valor aos fatores subjetivos envolvidos em uma ordem (sua vontade pessoal e não racional, por exemplo). Ao invés disso, ele precisa atentar-se nos dados presentes naquele momento e no contexto, se necessário justificar a ordem que está sendo dada a seus funcionários.
Desta maneira, qualquer conflito gerado dentro de uma organização deve ser tratado pelos seus aspectos situacionais e não em uma lei ou norma universal e preexistente.
O consultor João Bosco Lodi comenta em um texto sobre as ideias de Follet
"Tal visão reduzia a autoridade e a decisão do gerente a (apenas) um elemento do processo global de autoridade e decisão. E, reproduzido as palavras da própria autora: Tantas coisas contribuem para as decisões administrativas antes do papel que o chefe tem nas mesmas - o qual, na realidade não passa algumas vezes da mera promulgação oficial da decisão.. (..) A decisão executiva é um momento no processo."

## Prática
Na prática, essa teoria seria aplicada na resolução de conflitos dentro de uma empresa ou grupo. A partir do momento que o atrito for gerado, ou que uma ordem precise ser dada, deve-se nortear pela situação em si, e não por suas emoções pessoais. É errado pensar que todo conflito e toda ordem deve ser dado e cumprido da mesma forma, tanto por gestores quanto por subordinados diferentes. Cada indivíduo responde de uma maneira a esses conflitos, portanto é importante que essa peculiaridade de tratamento seja respeitada e cumprida dentro das organizações.
Mary Parker Follet também cita que existe um comportamento circular entre as pessoas, isto significa que no momento em que uma ideia é dada por algum indivíduo, logo em seguida, algum outro indivíduo que está incluso nessa conversa vai se sentir no direito de confrontar e dar sua opinião específica sobre a situação, tendo assim uma exposição de ideias e argumentos entre as pessoas. Na lei da situação o que ocorre é que essas diferentes ideias se integram e se ajudam entre si, e não apenas uma domina a outra, como acontece quando as ordens são somente dadas por um superior, sem que haja uma explicação sobre o ocorrido e uma análise mais aprofundada. E com a ajuda mútua os colaboradores conseguem entender todos os pontos necessários para a tomada e decisão, além de agregar conhecimento por meio da aprendizagem.
Quando existe um problema no meio de uma sociedade, o que deve ser analisado e levado em conta é a participação de todos os envolvidos no conflito, e não uma adaptação de quem possui mais autoridade de solucionar um caso de forma individual.

## Autora

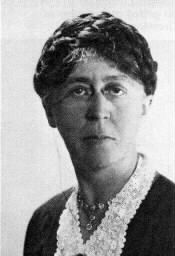
Mary Parker Follet

Mary Parker Follett (Quincy, 1868 — Massachusetts, 1933) foi uma autora norte-americana que abordou diversos temas relativos à administração, na chamada Escola das Relações Humanas.
Também ficou conhecida como  a “profeta da gestão” e era formada em filosofia, direito, economia e administração pública.
Foi autora de diversos livros e artigos, como:
- The Speaker of the House of Representatives(1896)[14]
- The New State (1918)[15]
- Creative Experience (1924)[16]
- The Giving of Orders (1924)
- Dynamic Administration: The Collected Papers of Mary Parker Follett (1942) [17]

A lei da situação fez parte de seu livro, The Giving of Orders (1924)